# Quatre bretones
Quatre bretones o Dansa de quatre bretones (en francès Les quatre Bretonnes ou La danse de quatre Bretonnes), és un quadre de Paul Gauguin fet el 1886. Pertany a la Bayerische Staatsgemäldesammlungen (col·lecció estatal bavaresa de pintures) i està en dipòsit a la Neue Pinakothek de Múnic. Es coneix per la referència núm. 201 del catàleg de Wildenstein-Cogniat de 1964, i núm. 237 del catàleg de Daniel Wildenstein de 2001 (W.201/W.237).

## Descripció
L'obra mostra quatre camperoles, amb vestits tradicionals i còfies típiques de Pont-Aven, que estan xerrant al costat d'una tanca, tres d'elles en primer pla i la quarta darrera la tanca. Al fons un home està llaurant la terra i unes oques pasturen al voltant.
Crida l'atenció els posats de les quatre dones que recorden les ballarines de Degas. Anomenat inicialment com Les Bretonnes, es va incloure en el catàleg de Wildenstein amb el títol de la Dansa de quatre bretones. Però la interpretació d'una dansa ha estat molt discutida. Només és possible si l'espai indefinit entre les dones es veu com el terra en lloc d'una tanca. L'única actitud de moviment el pot suggerir la dona de la dreta, però també es pot veure com una posició mig ajupida amb el braç dret recolzat a la tanca i amb la mà esquerra agafant-se el taló de l'esclop. En l'edició revisada del catàleg per Daniel Wildenstein (2001), es substitueix el títol per Bretonnes causant (Bretones xerrant).
La confusió amb una dansa, ha portat sovint a confondre el quadre amb La ronde des petites Bretonnes (1888).

## Datació
En el cantó de baix a l'esquerra porta la inscripció «P. Gauguin 86».
Gauguin va fer diversos esbossos preliminars al final de la seva primera estada a la Bretanya (de juny a setembre del 1886). No se sap si el quadre el va pintar a Pont-Aven, o a París a finals d'any. Fins i tot s'ha suggerit que podria ser de la segona estada a la Bretanya, el 1888.
Després d'estar exposat a la galeria Diot del carrer Laffitte, va ser venut el 22 d'octubre del 1888 pel seu marxant Theo van Gogh al col·leccionista francès Dupuis per 600 francs.

## Composició
Gauguin tenia fets estudis a llapis de cada una de les quatre figures. La composició es caracteritza per les figures planes, sense relleu ni perspectiva. El grup de dones gairebé ocupen tot l'espai buscant un efecte monumental, un model que Gauguin seguiria usant en composicions posteriors adquirint un estil decoratiu.

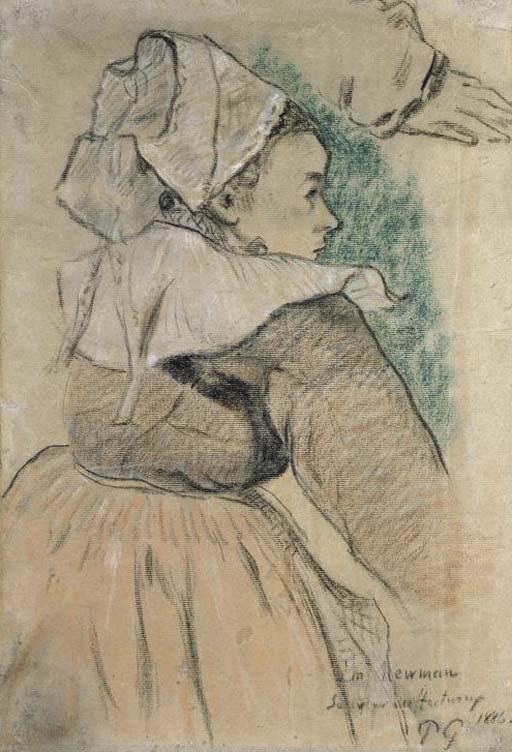
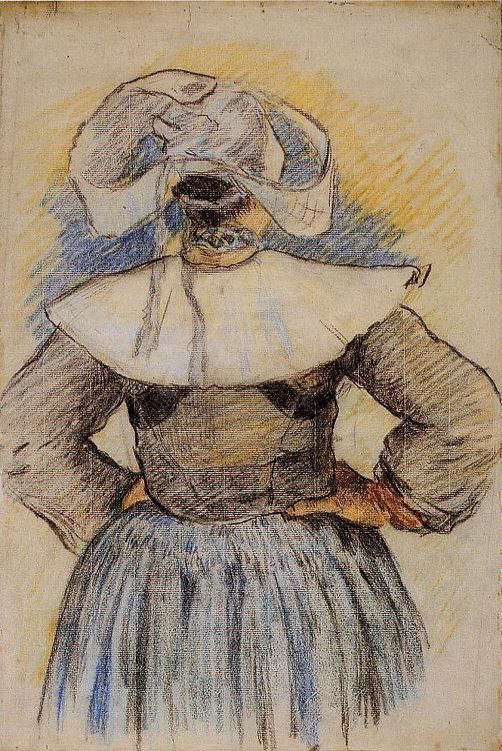
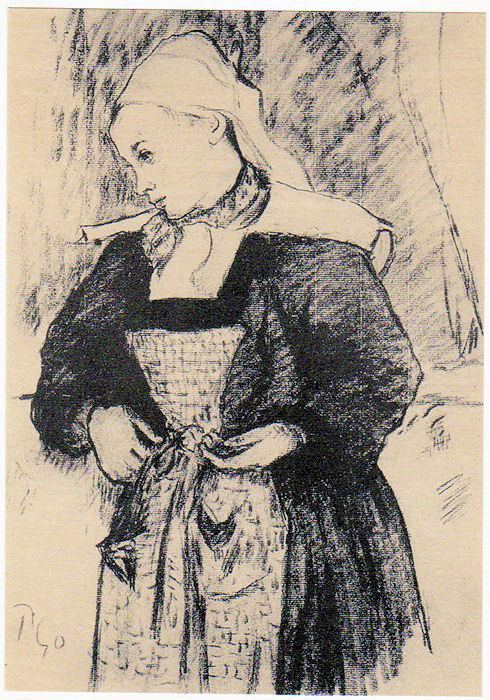
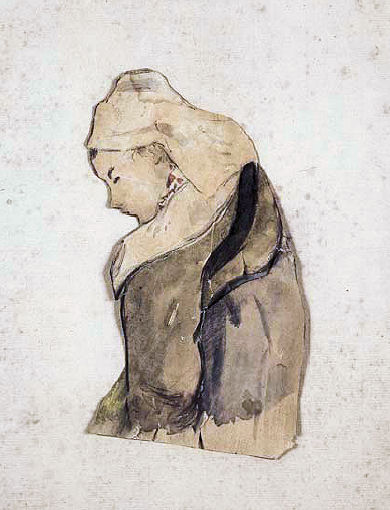

El quadre és considerat com una de les obres clau en l'evolució artística de Gauguin a la Bretanya que va culminar amb La visió després del sermó. Els colors i la tècnica són similars a les pinzellades impressionistes de Pissarro i de les seves obres anteriors. Però aquesta influència no és contínua en tot el quadre i té més pes l'equilibri estàtic que la sensació de moviment impressionista. Gauguin comença a incorporar zones de color pla, especialment a la faldilla vermella de l'esquerra i en el sobri blanc de les còfies i colls. Aquests colors prenen un paper més destacat que els tons suaus i naturals anteriors, mostrant el camí d'evolució des de l'impressionisme al sintetisme o simbolisme. A més, les figures tenen una línia perfilada de contorn, sobretot en els rostres, que denota una preocupació pel dibuix i que acabarà denominant-se cloisonisme per la similitud amb la tècnica dels vitralls.
La coincidència de quatre oques i quatre bretones fa pensar en l'expressió francesa oie blanche que s'aplica a una noia que ha rebut una educació pudibunda i és molt càndida o nècia.